# Csuklyás cinegelégykapó
A csuklyás cinegelégykapó (Melanodryas cucullata) a madarak osztályának verébalakúak (Passeriformes) rendjéhez és a cinegelégykapó-félék (Muscicapidae) családjához tartozó tartozó faj.

## Rendszerezése
A fajt John Latham angol ornitológus írta le 1801-ben, a Muscicapa nembe Muscicapa cucullata néven.

## Alfajai
- Melanodryas cucullata cucullata (Latham, 1802)
- Melanodryas cucullata melvillensis (F. R. Zietz, 1914)
- Melanodryas cucullata picata Gould, 1865
- Melanodryas cucullata westralensis (Mathews, 1912)[2]

## Előfordulása
Ausztrália területén honos. Természetes élőhelyei a szubtrópusi és trópusi szavannák és cserjések. Állandó, nem vonuló faj.

## Megjelenése
Testhossza 18 centiméter, testtömege 21–28 gramm.
|  |  |

## Életmódja
Rovarokkal és más ízeltlábúakkal táplálkozik, néha magvakat is fogyaszt.

## Természetvédelmi helyzete
Az elterjedési területe rendkívül nagy, egyedszáma ugyan csökkenő, de még nem éri el a kritikus szintet. A Természetvédelmi Világszövetség Vörös listáján nem fenyegetett fajként szerepel.